# Hệ thống kiểu danh định
Bản mẫu:Hệ thống kiểu
Trong khoa học máy tính, hệ thống kiểu danh định' (tiếng Anh: nominative type system) hay hệ thống kiểu dựa trên tên (name-based type system) là một lớp quan trọng của hệ thống kiểu, mà sự tương thích và tương đương của kiểu dữ liệu được xác định bởi các khai báo rõ ràng và/hoặc tên của kiểu. Hệ thống danh định được dùng để xác định nếu kiểu tương đương, cũng như nếu kiểu là kiểu con của một kiểu khác. Nó trái ngược với hệ thống kiểu cấu trúc, mà so sánh dựa trên cấu trúc của kiểu được đề cập mà không đòi hỏi khai báo rõ ràng.